# FlashFXP
FlashFXP是一種相當快速、強大的FTP客戶端程式。它的程式界面除了跟一般的FTP軟體一樣分為二邊外、更有同時開啟樹狀目錄的功能、它除支援續傳外、也支援Sever對Sever對傳FXP（File Exchange Protocol，檔案交換協定）功能。如此可以讓你將連線速度較慢的伺服器資料搬移到連線較快的伺服器上，直接對傳不需傳回自己電腦上。

## FlashFXP 功能
- FTP／FXP 支援
- SSL/TLS（SSCP 和 CPSV）
- 佇列
- 站點資料庫

## 外部連結
- FlashFXP 網站（页面存档备份，存于）